# Etiópia nos Jogos Olímpicos de Verão de 1980
A Etiópia participou dos Jogos Olímpicos de Verão de 1980 em Moscou, União Soviética. O país retornou às Olimpíadas após boicotar os Jogos Olímpicos de Verão de 1976 em Montreal, Canadá.

## Medalists

### Ouro
- Miruts Yifter — Atletismo, 5.000m masculino
- Miruts Yifter — Atletismo, 10.000m masculino

### Bronze
- Mohamed Kedir — Atletismo, 10.000m masculino
- Eshetu Tura — Atletismo, 3.000m com obstáculos masculino

## Resultados por Evento

### Atletismo
100m masculino
- Besha Tuffa
  - Eliminatória — 11.55 (→ não avançou)

200m masculino
- Besha Tuffa
  - Eliminatória — 23.18 (→ não avançou)

800m masculino
- Abebe Zerihun
  - Eliminatória — 1:50.3 (→ não avançou)
- Nigusse Bekele
  - Eliminatória — 1:51.1 (→ não avançou)
- Atre Bezabeh
  - Eliminatória — 1:52.7 (→ não avançou)

1.500m masculino
- Kassa Balcha
  - Eliminatória — 3:43.1 (→ não avançou)
- Haile Zeru
  - Eliminatória — 3:45.7 (→ não avançou)
- Nigusse Bekele
  - Eliminatória — 3:45.8 (→ não avançou)

5.000m masculino
- Miruts Yifter
  - Eliminatória — 13:44.4
  - Semifinal — 13:40.0
  - Final — 13:21.0 (→  Medalha de Ouro)
- Yohannes Mohamed
  - Eliminatória — 13:45.8
  - Semifinal — 13:39.4
  - Final — 13:28.4 (→ 10º lugar)
- Mohamed Kedir
  - Eliminatória — 13:42.7
  - Semifinal — 13:28.6
  - Final — 13:34.2 (→ 12º lugar)

10.000m masculino
- Miruts Yifter
  - Eliminatória — 28:41.7
  - Final — 27:42.7 (→  Medalha de Ouro)
- Mohamed Kedir
  - Eliminatória — 28:16.4
  - Final — 27:44.7 (→  Medalha de Bronze)
- Tolossa Kotu
  - Eliminatória — 28:55.3
  - Final — 27:46.5 (→ 4º lugar)

Maratona masculina
- Dereje Nedi
  - Final — 2:12:44 (→ 7º lugar)
- Mmelaku Deddubge
  - Final — 2:18:40 (→ 24º lugar)
- Kebede Balcha
  - Final — não terminou (→ sem classificação)

Revezamento 4x400m masculino
- Besha Tuffa, Kumela Fituma, Asfaw Deble, e Atre Bezabeh
  - Eliminatória — 3:18.2 (→ não avançou)

3.000m com obstáculos masculino
- Eshetu Tura
  - Eliminatória — 8:23.8
  - Semifinais — 8:16.2
  - Final — 8:13.6 (→  Medalha de Bronze)
- Hailu Wolde-Tsadik
  - Eliminatória — 8:41.0
  - Semifinais — 8:35.0 (→ não avançou)
- Girma Wolde-Hana
  - Eliminatória — 8:54.6 (→ não avançou)

Men's Long Jump
- Abebe Gessese
  - Qualification — 6.66 m (→ não avançou)

Salto triplo masculino
- Yadessa Kuma
  - Classificatória — 13.60 m (→ não avançou)

Lançamento de dardo masculino
- Milkessa Chalchisa
  - Classificatória — 51.04 m (→ não avançou, 18º lugar)

Marcha atlética 20 km masculino
- Tekeste Mitiku
  - Final — 1:45:45.7 (→ 23º lugar)

800m feminino
- Fantaye Sirak
  - Eliminatória — 2:08.7 (→ não avançou)

1.500m feminino
- Amsale Woldegibriel
  - Eliminatória — 4:25.3 (→ não avançou)

### Boxe
Peso Mosca-ligeiro (– 48 kg)
- Beruk Asfaw
  - Primeira rodada — Perdeu para Antti Juntumaa (Finlândia) por nocaute no primeiro round

Peso Mosca (– 51 kg)
- Hassen Sherif
  - Primeira rodada — Derrotou Aguibou Barry (Guiné) após desclassificação no segundo round
  - Segunda rodada — Perdeu para Petar Lesov (Bulgária) por pontos (0-5)

Peso Galo (– 54 kg)
- Ayele Mohammed
  - Primeira rodada — Bye
  - Segunda rodada — Derrotou Ahmad Nesar (Afeganistão) on points (5-0)
  - Terceira rodada — Perdeu para Juan Hernández (Cuba) após o árbitro interromper a luta no segundo round

Peso Pena (– 57 kg)
- Leoul Nearaio
  - Primeira rodada — Bye
  - Segunda rodada — Derrotou Ramy Patrick Zialor (Seycheles) por pontos (3-2)
  - Terceira rodada — Perdeu para Sidnei Dalrovere (Brasil) por pontos (0-5)

Peso Leve (– 60 kg)
- Tadesse Haile
  - Primeira rodada — Perdeu para Florian Livadaru (Romênia) após desclassificação no terceiro round

Peso Meio-médio ligeiro (– 63,5 kg)
- Ebrahim Saide
  - Primeira rodada — Perdeu para José Angel Molina (Porto Rico) por pontos (0-5)